# Hanigovský hrad
Hanigovský hrad (též Nový hrad nebo Šarišský hrádok, lat. castrum Wywar) je zřícenina hradu nad obcí Hanigovce, v oblasti Horná Torysa, severovýchodně od Lipan, na úpatí Čergova. Zřícenina je chráněna jako kulturní památka.

## Dějiny
Vznik hradu je datován do 14. století, kdy na místě zděného hradu stál dřevěný hrádek. Původní dřevěný hrad dal vystavět šlechtic Mikčo (Mikche) na někdejším slovanském hradišti původního královského majetku hradu Šariš.
- 1342 - žádost šlechtice o přestavbu hradu na kamenný, aby se upevnilo pohraniční pásmo království byla Ludvíkem I. akceptována a hrad byl přestavěn.
- 1398 - po vymření Mikčovy větve rodu přešel hrad do držení krále Zikmunda Lucemburského, který ho prodal Prokopovi Balickému za 600 zlatých guldenů.
- 1404 - Smrt Prokopa Balického, hrad byl v záloze jeho bratra Ondřeje (Andrej).
- 1408 - hrad získal výměnou za hrad Sklabiňa Imrich z Perína (tajný kancléř krále Zikmunda).
- 1410 - majitelem hradu se stal Peter Perényi, který ho dostal jako odměnu za to, že v bitvě proti Turkům zachránil králi život.
- 1448 - hrad pod vlivem bratříků, kteří odtud ohrožovali královské město Bardejov.
- 1460 - vojska krále Matyáše zaútočilia na hrad a v následujícím roce se ho i zmocnili.
- 1512 - bohatý magnát z Perína přenechal hrad šlechticům z Torysy.
- 1556 - obsazení hradu vojskem Ferdinanda I. Habsburského spolu se sousedním hradem v Kamenici.
- 1557 - hrad vyhořel, ale noví majitelé (sedmihradští šlechtici Martin a Gašpar Pečovští) jej již neobnovili, protože si své sídlo postavili v Nové Vsi.[2]

O zříceninu se stará občanský spolek Novum castrum, který během několika let zajistil bránu, zakonzervoval hradbu a část paláce.

## Stavební podoba
Jednodílný hrad byl založen na vrcholu hřbetu na okraji pohoří Čergov v nadmořské výšce okolo 765 metrů. Má přibližně obdélníkový půdorys s rozměry asi 60 × 20 metrů, vymezený ze tří stran hradbou. Síla zdi je 1,3 metru na severní a 1,8 metru na jižní straně. V jihovýchodním nároží hradba navazuje na skalní útvar, v jehož temeni jsou patrné tři draže pro ukotvení trámů budovy, která nejspíše zaujímala zaniklou východní stranu. Přístupová cesta vedla od jihu a branskou budovou vstoupila na nádvoří. Jeho dominantou je částečně dochovaný palác s obdélníkovým půdorysem a rozměry 19 × 10,5 metru. Přízemí paláce postrádá jakékoliv otvory. Vcházelo se do něj nejspíše v úrovni prvního patra po schodišti a ochozu severní hradby. K obývání sloužily prostory v patře, které oddělovala dřevěná příčka, z níž se dochoval otisk v obvodové zdi. Interiér osvětlovala velká okna a vytápění umožňoval krb.